# Paramimistena validicornis
Paramimistena validicornis là một loài bọ cánh cứng trong họ Cerambycidae.